# Gornja Lipovača
Gornja Lipovača (cyr. Горња Липовача) – wieś w Bośni i Hercegowinie, w Republice Serbskiej, w gminie Gradiška. W 2013 roku liczyła 500 mieszkańców.